# Nouvelle Gauche catalane
La Nouvelle Gauche catalane (en catalan : Nova Esquerra Catalana, abrégée en NECat) est un ancien parti politique catalan de type social-démocrate, partisan de l'indépendance de la Catalogne, fondé le 15 septembre 2012 à Sitges, sous l'impulsion d'Ernest Maragall, ancien dirigeant du Parti des socialistes de Catalogne (PSC).

## Participation aux élections
Il se présente lors des élections européennes de 2014 en coalition avec la Gauche républicaine de Catalogne et Catalunya Sí, au sein de la coalition La Gauche pour le droit de décider. La coalition remporte deux députés européens, Josep Maria Terricabras, un indépendant, et Ernest Maragall.
Le 30 novembre 2014, il fusionne avec le Mouvement Catalogne, lui aussi issu d'une scission du PSC, pour former le Mouvement des gauches.